# Kanamori Nagachika
Kanamori Nagachika est un nom japonais traditionnel ; le nom de famille (ou le nom d'école), Kanamori, précède donc le prénom (ou le nom d'artiste).
Kanamori Nagachika (金森 長近, 1524-20 septembre 1608) est un samouraï de la fin de la période Sengoku et du début de l'époque d'Edo. Il est le premier chef du clan Kanamori et sert comme obligé des clans Oda, Toyotomi et Tokugawa. Plus tard, il devient daimyo.
Nagachika sert d'abord le clan Saitō de la province de Mino. Cependant, après leur destitution, il devient obligé d'Oda Nobunaga. Durant cette période, il est seigneur des châteaux de Matsukura et Takayama.
Nagachika est également un maître de thé et un admirateur de Sen no Rikyū. Après que Toyotomi Hideyoshi a ordonné que Rikyū soit tué, Nagachika recueille son fils Sen Dōan.

## Source de la traduction
- (en) Cet article est partiellement ou en totalité issu de l’article de Wikipédia en anglais intitulé « Kanamori Nagachika » (voir la liste des auteurs).